# High Heels (film 1921)
High Heels è un film muto del 1921 diretto da Lee Kohlmar. Prodotto e distribuito dalla Universal Film Manufacturing Company, il film uscì in sala il 24 ottobre 1921.

## Produzione
Il film - girato con il titolo di lavorazione Christine of the Young Heart - fu prodotto dalla Universal Film Manufacturing Company.

## Distribuzione
Il copyright del film, richiesto dalla Universal Film Manufacturing Co., fu registrato l'11 ottobre 1921 con il numero LP17063. Distribuito dalla Universal Film Manufacturing Company, il film uscì nelle sale statunitensi il 24 ottobre 1921.
Non si conoscono copie ancora esistenti della pellicola che viene considerata presumibilmente perduta.